# Estelle Thompson
Pour les articles homonymes, voir Thompson.
Estelle Thompson, née le 9 octobre 1930 à Gympie, dans le Queensland, est une autrice australienne de roman policier.

## Biographie
Demeurée célibataire, elle vit avec son frère dans une ferme du Queensland.
Elle publie en 1961 son premier roman, A Twig is Bent. Plusieurs de ses romans sont situés dans le Queensland. Le schéma classique utilisé dans ses différents récits est un crime commis dans l’entourage d’une jeune fille qui se retrouve menacée.

## Œuvre

### Romans
- A Twig is Bent, 1961
- The Lawyer and the Carpenter, 1963
  - Pour deux initiales, collection Intimité no 346, 1975
- The Edge of Nowhere, 1965
  - Une prison de mensonges, collection Intimité no 343, 1975
- The Glass Houses, 1967
- The Wrong Saturday, 1968
  - Lourd de menaces, Série noire no 1328, 1970
- Find a Crooked Sixpence, 1970
  - De quoi fouetter un chat, collection Punch no 60, 1978
- A Mischief Past, 1971
  - L'Homme qui courait après les nuages, collection Romance et Mystère, 1975
- Three Woman in the House, 1973
  - La Maison du bandit, collection Nous Deux no 391, 1979
- The Meadows of Tallon, 1974
  - Croix de papier, collection Intimité no 400, 1979
- Hunter in the Dark, 1978
- To Catch a Rainbow, 1979
- The Heir to Fairfield, 1982
- A Toast to Cousin Julian, 1986
- The Substitute, 1991
- Death By Misadventure, 1992
- Come Home to Danger, 1998
- The Road to Seven-Thirty, 2000

## Sources
- Claude Mesplède, Les Années Série noire vol.3 (1966-1972) Encrage « Travaux » no 22, 1994
- Claude Mesplède et Jean-Jacques Schleret, SN Voyage au bout de la Noire, Futuropolis, 1982, p. 356.